# Numero di Graetz
Il numero di Graetz {\displaystyle (\mathrm {Gz} )} è un gruppo adimensionale utilizzato nello studio dello scambio termico per convezione.

## Definizione matematica
È definito come:
{\displaystyle \mathrm {Gz} =\mathrm {Pe} {\frac {d}{L}}}
dove:
- {\displaystyle \mathrm {Pe} } è il numero di Péclet;
- {\displaystyle d} è il diametro del tubo;
- {\displaystyle L} è la distanza della sezione in considerazione da quella di ingresso.

## Interpretazione fisica
Una possibile interpretazione fisica del numero di Graetz potrebbe essere associata ad una sorta di velocità adimensionale.
Se prendiamo in considerazione un tipico problema bidimensionale di diffusione-trasporto di un fluido in condizioni stazionarie, è possibile definire il numero di Graetz come il rapporto fra il tempo di diffusione ed il tempo di convenzione qualora la diffusione avvenga, per esempio, lungo, {\displaystyle x}, e la convezione avvenga lungo {\displaystyle z}.
In questa configurazione, per velocità elevate, si avranno alti numeri di Graetz con un profilo di velocità piatto, mentre per velocità basse si avranno bassi numeri di Graetz con profilo di velocità linearmente decrescente lungo {\displaystyle z}.

## Applicazioni
Il numero di Graetz è di particolare interesse nello studio del regime laminare della convezione forzata in quanto è possibile definire la lunghezza del tratto d'imbocco, in cui il moto si sviluppa in maniera completa, considerando la fine di tale tratto con un valore di {\displaystyle \mathrm {Gz} =20}.
Risulta quindi:
{\displaystyle L_{i}={\frac {\mathrm {Re} \cdot \mathrm {Pr} \cdot d}{20}}}
dove:
- {\displaystyle L_{i}} è la lunghezza del tratto d'imbocco;
- {\displaystyle \mathrm {Pr} } è il numero di Prandtl;
- {\displaystyle \mathrm {Re} } è il numero di Reynolds;
- {\displaystyle d} è il diametro del condotto.